# حسين هاشمي
حسين هاشمي (بالفارسية: سید حسین هاشمی) هو سياسي إيراني، ولد في 7 يوليو 1953 بسراب في إيران. حزبياً، نشط في Democracy Party (Iran) ‏. وقد انتخب عضو مجلس الشورى الإسلامي.